# Jay Prakash Gupta
Jay Prakash Gupta, né dans le district de Saptari et âgé d'environ 53 ans (en 2008), est un homme politique népalais, membre du Forum des droits du peuple madhesi, Népal (ou MJF : « Madhesi Janaadhikar Forum, Nepal »).
Le 10 avril 2008, lors de l'élection de l'Assemblée constituante, il est élu députée dans la 2e circonscription du district de Saptari.
Le 22 août 2008, dans le cadre du programme minimal commun (en anglais : Common Minimum Programme ou CMP) de gouvernement entre les maoïstes, les marxistes-léninistes et le Forum, il est nommé ministre de l'Agriculture et des Coopératives dans le gouvernement dirigé par Pushpa Kamal Dahal (alias « Prachanda »), lors de la première série de nominations et reçoit ses pouvoirs du Premier ministre, en présence du président de la République, Ram Baran Yadav.